# Neemias Queta
Neemias Esdras Barbosa Queta (ur. 13 lipca 1999 w Barreiro) – portugalski koszykarz, występujący na pozycji środkowego, od 2023 zawodnik Boston Celtics oraz zespołu G-League – Maine Celtics.
19 września 2023 zawarł umowę z Boston Celtics na występy zarówno w NBA, jak i zespole G-League – Maine Celtics.

## Osiągnięcia
Stan na 2 października 2023, na podstawie, o ile nie zaznaczono inaczej.

### NCAA
- Uczestnik turnieju NCAA (2019, 2021)
- Mistrz:
  - turnieju konferencji Mountain West (MWC – 2019, 2020)
  - sezonu regularnego konferencji Mountain West (2019)
- Obrońca roku konferencji Mountain West (2019, 2021)
- Najlepszy pierwszoroczny zawodnik Mountain West (2019)
- Zaliczony do:
  - I składu:
    - All-Mountain West (2021)
    - defensywnego All-Mountain West (2019–2021)
    - turnieju Mountain West (2019–2021)

  - II składu All-Mountain West (2019, 2020)
  - składu honorable mention All-American (2021 przez Associated Press)
- Zawodnik tygodnia Mountain West (19.01.2021, 2.03.2021)
- Lider:
  - NCAA w liczbie bloków (2021 – 97)
  - konferencji MWC w:
    - średniej:
      - zbiórek (2021 – 10,1)
      - bloków (2019 – 2,4, 2021 – 3,3)

    - liczbie:
      - zbiórek (2021 – 294)
      - bloków (2019 – 84, 2021 – 97)
      - fauli (2019 – 108)

    - skuteczności rzutów z gry (2021 – 55,8%)

### G-League
- Zaliczony do I składu:
  - G-League (2023)
  - defensywnego G-League (2023)
- Uczestnik meczu gwiazd NBA G-League Next Up Game (2023)

### Reprezentacja
- Mistrz Europy U–20 dywizji B (2019)
- Uczestnik mistrzostw Europy dywizji B:
  - U–20 (2019, 2018 – 9. miejsce)
  - U–18 (2017 – 11. miejsce)
- Zaliczony do I składu mistrzostw Europy U–20 dywizji B (2019)